# معمولان
مَعمولان شهری که مرکز شهرستان معمولان در استان لرستان در غرب ایران است. معمولان در ۶۰ کیلومتری جنوب خرم‌آباد قرار دارد.

## مردم‌شناسی

### زبان
مردم معمولان لر هستند و به گویش لری بالاگریوه ای و لری خرم آبادی سخن می‌گویند.

### شغل مردم
شغل بیشتر مردم در این شهر کشاورزی، باغداری،دامپروری و رانندگی ماشین های سنگین است. از جمله محصولات کشاورزی معمولان صیفی کاری، باغات انگور، انار، انجیر و بادام است.

### جمعیت
بر پایه سرشماری عمومی نفوس و مسکن در سال ۱۳۹۵ جمعیت این مکان ۱۲۷۰۰ نفر (۲٬۳۴۴ خانوار) بوده‌است.

## محله ها
دروازه هیو،چم،شهرک مهدیه،شهرک شهیدسلیمانی و کوی فلسطین.

## گردشگری
در این شهر مکانهای دیدنی فراوانی وجود دارد از جمله پل کلهر -کتیبه‌ها و سنگ نوشته‌ها - تپه‌های باستانی- -روستاهای باستانی از جمله قلعه نصیر، چشمک و غار کوگان و غیره…
لحاظ مناظر طبیعی شهر معمولان و دارای جنگل‌های بلوط می‌باشد که در فصل بهار پذیرای بسیاری از مهمانهای نوروزی می‌باشد

## سوگواری روز عاشورا
گِل‌مالی مراسمی است که مردم معمولان و افرینه در روز عاشورا انجام می‌دهند. گل‌مالی در زبان لری با عنوان خَرَّه‌گیری تلفظ می‌شود. خَرّه به معنای گِل است. اجرای این آئین به دلیل کشته شدن حسین بن علی در روز عاشورا است در این روز، عده‌ای برای افروختن آتش در صبح عاشورا به جمع کردن و گردآوری هیزم جهت روشن کردن آتش می‌پردازند. عزادارانی که در گِل می‌افتند به کمک آتش خود را خشک می‌کنند. روز عاشورا، عزاداران فراخوانده شده با حضور در تکیه‌های محله و گل‌مالی کردن خود گرد آتش می‌ایستند تا از سرما محفوظ مانده و شروع به سینه‌زنی و عزاداری می‌کنند.

## سیل ۱۳۹۸
روز دوشنبه ۱۲ فروردین ۱۳۹۸ در پی بارندگی‌های سیل‌آسا، شهر معمولان به زیر آب رفت و به وضعیت بحرانی رسید. به دنبال این حادثه امکان تردد زمینی به منطقه معمولان از بین رفت. پس از فروکش شدن سیلاب، گل و لای با ارتفاع زیاد منازل مردم را دربر گرفت. این سیل تلفات جانی نیز داشته‌است.

## شهرستان معمولان
شهرستان معمولان در جنوب استان لرستان با وسعتی برابر با ۱۴۴۰ کیلومتر مربع و ۲۸۰۰۰ نفر جمعیت شهری و روستایی در ۵۰ کیلومتری حد فاصل شهرستان خرم‌آباد و پلدختر واقع شده‌است.
در بخش مرکزی معمولان ۲۸ روستا دارای دهیاری مصوب هستند. دهستان افرینه با ۴۶ روستا و جمعیتی بالغ بر ۶۹۰۰ نفر پرجمعیت‌ترین دهستان بخش مرکزی معمولان با آبشار زیبای افرینه در این روستا و تلاقی دو رودخانه مهم کشکان و چولهول یکی از زیبایهای این منطقه می‌باشد. از دیگر شاخص‌های این دهستان منطقه زیودار به عنوان قطب تولید انجیر سیاه کشور با ۱۲۰۰ هکتار که عموماً درخت انجیر و درختان انار، انواع انگور، آلو، بادام و … می‌باشد. مهمترین مشکل باغداران این منطقه کمبود آب به‌خصوص در فصول گرم سال است.
آزادراه خرم آباد–پل زال از دهستان میانکوه شرقی با ۴۴ روستا و جمعیتی بالغ بر ۴۲۵۰ نفر عبور می کند. وجود آثار طبیعی و تاریخی در این بخش می‌تواند زمینه جذب توریسم و جهانگردی را فراهم نماید از جمله آثار تاریخی این بخش به غار کوگان در کنار آزاد راه خرم زال، کاروانسرای چمشک، پل کلهر و تونلهای معمولان، آبشار افرینه در روستای افرینه در مسیر جاده سراسری خرم‌آباد–پلدختر و تنگه گاوزرده را نام برد. وجود مناظر و چشم‌انداز های طبیعی در این بخش منحصر به فرد است. درختان ارغوان و جنگلهای بلوط در کنار جاده سراسری در فصل بهار چشم‌اندازهایی به‌وجود می‌آورد که در کمتر جایی از ایران دیده می‌شود.